# Movimiento de Liberación del Congo
El Movimiento para la Liberación del Congo (en francés: Mouvement pour la Liberation du Congo, MLC) es un partido político de la República Democrática del Congo. Anteriormente, durante la segunda guerra del Congo fue un grupo armado rebelde que se enfrentó al gobierno. Posteriormente participó del gobierno transicional nacido después del conflicto y actualmente es un partido opositor. 
Nacido el 30 de septiembre de 1998 como una sublevación contra el régimen. La mayoría de sus líderes fueron partidarios de Mobutu Sese Seko exiliados en República del Congo y República Centroafricana. Durante la guerra el MLC fue respaldado por Uganda y se apoderó de la mayor parte del norte del país, especialmente la provincia de Équateur. Su base de operaciones estaba en Gbadolite. Su líder es el exempresario Jean-Pierre Bemba, que tras los acuerdos de paz de 2002 se volvió vicepresidente. Como resultado de esos mismos diálogos, el brigadier rebelde Malik Kijege quedó como jefe de logística militar del país y el mayor general Dieudonné Amuli Bahigwa a cargo de la Armada congoleña, dos de los diez distritos militares quedaron bajo antiguos mandos del MLC y Bemba obtuvo el poder de remover y nombrar al ministro de relaciones exteriores. 
Bemba, como candidato del MLC, quedó en segundo lugar en las elecciones presidenciales de 2006 y su partido ganó 64 de 500 escaños en el parlamento, la segunda cifra más alta para cualquier partido. En las elecciones parlamentarias de 2007 pasó a tener 14 de los 108 escaños senatoriales. En marzo de ese mismo año estallaron combates entre el ejército congoleño y miembros del MLC. Rápidamente se impusieron los primeros y Bemba debió refugiarse en la embajada sudafricana. El 8 de abril, el MLC dio a conocer un comunicado en el que daban cuenta de que su sede había sido ocupada durante los combates y de que sus partidarios habían sufrido detenciones arbitrarias. Cinco días más tarde, el partido boicoteó la política negándose a participar de la Asamblea Nacional, aunque sí del Senado. El 21 de abril tuvieron permiso para volver a sus edificios en la capital, que encontraron saqueados. Cuatro días más tarde, el partido puso fin a su boicot tras reunirse con el presidente. 
Tras el asesinato de Daniel Botheti, miembro del partido y vicepresidente de la Asamblea Provincial de Kinshasa, el MLC inició en julio de 2008 un boicot no participando nuevamente de la Asamblea Nacional ni de la provincial. Una semana después acabó. 